# Belgická konfese
Belgická konfese (lat. Confessio Belgica) je kalvínské vyznání víry, sepsané roku 1561 kazatelem Guy de Bray pro reformované evangelíky v celém regionu Nizozemí.
Skládá se ze 37 článků. Je součástí tzv. Tří forem jednoty, představujících hlavní vyznavačské spisy kontinentálního kalvinismu.
Je velmi polemická ve vztahu k anabaptistům.

## Citát
| „                                                          | Písmo svaté zdržuje v sobě úplně vůli Boží, a co lidé k spasení duší jejich věřiti musí, učí ono dostatečně. Proto zavrhujeme z celého srdce, cokoli se s tímto nejjistějším pravidlem nesrovnává. | “ |
| — Belgická konfese, čl. 7 (český překlad dle B. V. Košuta) | |   |